# ريح الجنوب (رواية)
ريح الجنوب هي أول رواية جزائرية مكتوبة باللغة العربية، كتبها عبد الحميد بن هدوقة عام 1970 وتقع في 317 صفحة.

## ظروف كتابتها
لقد شهد الأدب الجزائري محاولات قصصية مطولة تنحو منحى روائيا، وأول عمل من هذا النوع كتبه صاحبه سنة 1849 وهو «حكاية العشاق في الحب والاشتياق» لمحمد بن إبراهيم المدعو الأمير مصطفى، ثم تبعته محاولات أخرى مثل «غادة أم القرى» لأحمد رضا حوحو، «الطالب المنكوب» لعبد المجيد الشافعي، «الحريق» لنور الدين بوجدرة... إلا أن النشأة الجادة لرواية فنية ناضجة ارتبطت برواية «ريح الجنوب»، وقد كتبها عبد الحميد بن هدوقـة في فترة كان فيها الحديث جديا عن الثورة الزراعية فأنجزها في 5/11/1970، ثم كان التطبيق الفعلي لهذا المشروع في 8/11/1971، فدشن الرئيس هواري بومدين أول تعاونية للثورة الزراعية في قرية خميس الخشنة في 17/06/1972، ثم دشنت بعد ذلك أول قرية اشتراكية في عين نحالة بتاريخ 17/06/1975.

## الحبكة
تنطلق الرواية في صباح يوم الجمعة، - وهو يوم سوق – أين يستعد عابد بن القاضي للذهاب إلى السوق مع ابنه عبد القادر، فيقف قرب الدار متأملا أراضيه وقطيع الغنم الذي يقوده الراعي رابح، وعلى صدره هم ينغص راحة باله، ذلك أن هناك إشاعات بدأت تروج منذ صدور القرارات المتعلقة بالتسيير الذاتي حول الإصلاح الزراعي، ثم خطرت بباله فكـرة بعثت في نفسه السرور حين نظر من الخارج إلى غرفة ابنته نفيسة، يتلخص مضمونها في تزويج ابنته إلى مالك شيخ البلدية والذي يقوم بتأميم الأراضي، في ذلك الوقت كانت نفيسـة داخل غرفتها تعاني الضيق والشعور بالضجر تقول أكاد أتفجر، أكاد أتفجر في هذه الصحراء، ثم تضيـف «كل الطلبة يفرحون بعطلهم، أما أنا فعطلتي أقضيها في منفى»، وفجأة تهدأ نفيسة من حالة الاضطراب، عندما تسمع صوت أنغام حزينة كان يعزفها الراعي رابح، فتطرب ولا يخرجها من ذلك إلا صوت العجوز رحمة منادية على أخيها عبد القادر من بعيد، معلنة عن قدومها، كي تذهب مع خيرة – والدة نفيسة- إلى المقبرة، فترغب هذه الأخيرة في الذهاب معهما «أرغب في ذلك يا خالة ! أود أن أرى الدنيا، إنني اختنقت في هذا السجن».
بعد أيام تحتفل القرية بتدشين مقبرة لأبناء الشهداء الذين سقطوا أيام حرب التحرير، فيستقبل عابد بن القاضي أهل القرية في بيتـه رغبة منه في التأثير في مالك وإعادة ربط ما بينهما من صلات قديمـة فمالك كان خطيب زليخـة – ابنة عابد بن القاضي- والتي استشهدت أيام الثورة، حين أعد مالك ورفاقـه من المجاهدين لغما كان من المفترض أن يستهدف قطارا عسكريا، لكنه خطأ استهدف قطارا مدنيا كانت زليخة من ركابه، مما أثار غيظ ابن القاضي فوشى بالمجموعة لقوات الاحتلال، فأثر ذلك في نفس مالك وأصبح يتهرب منه، وفي هذا اليوم يوم الاحتفال يدعو عابد بن القاضي مالكا لرؤية زوجته خيرة، لأنها ترجو ذلك منه، فيقبل دعوتها، وعندما يدخل الغرفة ما إن يقع نظره على نفيسة حتى يبهت لما رأى، فهي شديدة الشبـه بأختها وخطيبته السابقة زليخة.
ويسعى عابد بن القاضي لإشاعة خبر خطوبة مالك لابنته نفيسة على الرغم من تحفظ مالك، فتعلن خيرة هذا الخبر لابنتها فترفض بشدة لأنها لا ترغب بالبقاء في القرية، كما انه لا تريد الزواج بشخص يكبرها سنا ولا تعرفه جيدا وحين يصر الأب على قراره وتفشل في صده، تستنجد بخالتها التي تسكن في الجزائر فتكتب لها رسالة، تطلب من رابح أن يحملها إلى القرية المركزية ويضعها في البريد، فيعجب بها رابح لأنها تكلمت معه بلطف، وظنها معجبة به، فقرر زيارتها ليلا، وبالفعل يقوم بذلك، وعندما تجده فجأة أمام سريرها تدفعه وتشتمه: «أخرج من هنا أيها المجرم ! ، أيها القذر أيها الراعي القذر»، فخرج مطأطأ رأسه حزينا، وبقيت تلك الكلمة المؤلمة تدوي في سمعه «أيها الراعي القذر»، ومن يومها يقرر ترك الرعي ويشتغل حطابا.
تمر الأيام ولا يزال الأب مصمما على تزويج ابنتـه لمالك، فتفكر طويلا في حل لمشكلتـها، فتفكـر في إدعاء الجنون ثم الانتحار، وأخيرا يقـع اختيـارها على حل نهائي وهو «الفرار»، فتضع خطة محكمة للهروب، وتقرر تنفيذ خطتها يوم الجمعة لأن الرجال يتوجهون إلى السوق بينما النساء يتوجهن إلى المقبرة، فتخرج متنكرة مرتدية برنس والدها حتى لا يعرفها أحد، فتتجه إلى المحطة عبر طريق ذا طابع غابي فتظل ويلدغها ثعبان، فيغمى عليها، ويصادف أن يجدها رابح – الذي أصبح حطابا- فيتعرف عليها، ويعود بها إلى بيته أين يعيش مع أمه البكماء، ولا يطلع والدها لأنها لا تريد العودة «دار أبي لن أعود إليها أبدا»، لكن الخبر يشيع في القرية فيعلم والـدها، ويعزم على ذبح رابح، فينطلق إلى بيته، ويهجم عليـه بقوة شاهرا «موسه البوسعادي» فتنهار قوى رابح، فتسرع أمه إلى فأس ضاربة عابد بن القاضي على رأسه فتنفجر الدماء من رأسه ومن عنق رابح، فتنصرف الأم مسعفـة ابنها والبنت مسعفة أباهـا، ثم قامت الأم ودفعت نفيسة إلى خارج البيت وبدأت تصرخ، فأقبل الناس فزعين، واتجهت نفيسة راجعة إلى بيت أبيها، بعد أن فشلت محاولتها في الهرب.

## معلومات الكتب كاملة
- بن قينة، عمر (1999). الأدب العربي الحديث (ط. 1). الجزائر: شركة دار الأمة للطباعة والنشر والتوزيع.

- بن هدوقة، عبد الحميد. ريح الجنوبة (ط. 5). الجزائر: المؤسسة الوطنية للكتاب.